# Emmy Albus
Emmy Albus (Barmen, 13 december 1911–20 september 1995, Berlijn) was een atleet uit Duitsland.
Op de Olympische Zomerspelen van Berlijn in 1936 liep Albus de 100 meter sprint, waarbij ze zesde werd in de finale, en de 4 × 100 meter estafette, waarbij het Duitse team een nieuw Olympisch- en wereldrecord in de kwalificatie liep. In de finale maakten ze een fout bij het wisselen van de stok, waarbij hun grote voorsprong verloren ging.
Op de Europese kampioenschappen atletiek 1938 liep het Duitse estafette-team naar een gouden medaille op de 4x100 meter estafette. Ze liep tijdens die kampioenschappen ook de 100 meter, met haar 12,4 seconden werd ze vijfde achter kampioene Stanisława Walasiewicz (11,9) en derde Fanny Blankers-Koen (12,0)
.